# Ричардсон, Альфред Мэйдли
Альфред Мэйдли Ричардсон (англ. Alfred Madeley Richardson; 1 июня 1868, Саутенд-он-Си — 23 июля 1949, Нью-Йорк) — британский и американский органист и музыкальный педагог.
Окончил Кибл-колледж Оксфордского университета: бакалавр музыки (1888), бакалавр искусств (1890), магистр искусств (1892). Затем продолжил образование в Королевском колледже музыки под руководством Хьюберта Пэрри, Уолтера Пэррата и Фредерика Бриджа. В 1896—1908 гг. служил органистом Саутваркского собора, где его учеником был Харви Грейс.
С 1909 г. жил и работал в США, первоначально как органист церкви Святого Павла в Балтиморе. В 1912—1939 гг. профессор органа в нью-йоркском Институте музыкального искусства.
Опубликовал ряд книг и учебных пособий по органному и хоровому исполнительству, в том числе «Псалмы. Их структура и музыкальная трактовка» (англ. The Psalms: Their structure and musical rendering; 1903) и др. Дискуссию вызвала книга «Современный органный аккомпанемент» (англ. Modern organ accompaniment; 1907), в которой Ричардсон утверждал, что нотные записи псалмов и других традиционных религиозных песнопений, используемых в богослужебной практике, относятся фактически только к хоровой части, а органный аккомпанемент остаётся на свободное усмотрение органиста.